# 2台のピアノのための協奏曲 (ストラヴィンスキー)
『2台のピアノのための協奏曲』（にだいのピアノのためのきょうそうきょく、仏: Concerto pour deux pianos solo）は、イーゴリ・ストラヴィンスキーが1931年から1935年にかけて作曲した、2台のピアノのための楽曲。「協奏曲」という題がついているが、実際にはピアノ二重奏曲である。

## 作曲の経緯
ヴァイオリンとピアノのための『協奏的二重奏曲』(1932)と同様、ストラヴィンスキーは管弦楽を必要としないピアノ協奏曲を書こうとした。作曲をはじめたのは『協奏的二重奏曲』よりも早く、『ヴァイオリン協奏曲』を書いた後の1931年秋にヴォレップで第1楽章を書きあげたが、その後しばらく放置された。パリに移った1934年に再開し、翌1935年11月9日に完成した。この協奏曲はストラヴィンスキーが1934年6月にフランス市民権を得た後に最初に完成した曲だった。
作曲のために2台のピアノを向きあわせにつなげた専用のピアノをプレイエル社に注文し、息子のスリマとともに実際の音を確認しながら作曲したという。

## 初演
1935年11月21日、パリのサル・ガヴォーにおいて、作曲家自身と次男のスリマ・ストラヴィンスキーによって初演された。その後、ストラヴィンスキー親子は頻繁に演奏旅行を行ってこの曲を演奏した。

## 構成
1. Con moto
2. ノットゥルノ（Notturno）Allegretto
3. 4つの変奏曲（Quattro variazioni）
4. 前奏曲とフーガ（Preludio e Fuga）

第3楽章の各変奏曲、および第3楽章と第4楽章はつづけて演奏される。
演奏時間は約20分。

## 音楽
ストラヴィンスキーはこの曲について交響的作品であり、交響曲として作曲することも可能だったろうと言っている。また、作曲にあたって変奏曲についてはベートーヴェンやブラームスの、フーガについてはベートーヴェンの作品を研究した。ショアンは、ストラヴィンスキーの古典様式のひとつの頂点とする。
2台のピアノからなる音響は非常に厚く、また同音を連続して叩いているため、ホワイトは『ピアノラのための練習曲』を思わせると言い、ショアンはツィンバロムの響きに着想を得たようだという。
第1楽章はホ短調で、ソナタ形式ではないものの、主題提示部と再現部をもっている。16分音符（あるいはもっと短い音符）による同音の連打が曲の大部分で使用されている。第2楽章はト長調の愛らしい緩徐楽章である。
第3楽章は主題の提示なしの4つの変奏曲で、第4楽章と主題が共通している。ホワイトは草稿を調べた上で、本来は第3楽章と第4楽章の順序が逆だったとしている。
第4楽章はやはり同音反復に支えられた4声のフーガであり、途中から逆行フーガになった後、分厚い和音で終わる。